# Michael Dzong
Michael Dzong, född 23 augusti 1971, är en friidrottare från Kongo-Brazzaville. Han deltog vid olympiska sommarspelen 1992.